# Haitaïta-(La)
La haitaïta-(La) és un mineral de la classe dels òxids que pertany al grup de la crichtonita. Rep el nom del poble d'Haita, a la República Popular de la Xina, la seva localitat tipus. El sufix modificador indica que el lantà és la terra rara predominant.

## Característiques
La haitaïta-(La) és un òxid de fórmula química LaU4+Fe3+₂(Ti13Fe2+₄Fe3+)O38. Va ser aprovada com a espècie vàlida per l'Associació Mineralògica Internacional l'any 2021, sent publicada en el mes de juliol de 2022. Cristal·litza en el sistema trigonal.
L'exemplar que va servir per a determinar l'espècie, el que es coneix com a material tipus, es troba conservat a la col·lecció mineralògica del Museu Geològic de la Xina, a Beijing (República Popular de la Xina), amb el número de catàleg: m13859.

## Formació i jaciments
Va ser descoberta a la ciutat xinesa de Haita, situada al comtat de Miyi (Panzhihua, Sichuan), on es troba en forma d'agregats negres opacs de mida centimètrica. També ha estat descrita a la pedrera Åmot, a la localitat noruega de Modum (comtat de Viken). Aquests dos indrets són els únics de tot el planeta on ha estat descrita aquesta espècie mineral.